# Моравянкі
Моравянкі (пол. Morawianki) — село в Польщі, у гміні Бейсці Казімерського повіту Свентокшиського воєводства.
Населення — 218 осіб (2011).
У 1975-1998 роках село належало до Келецького воєводства.

## Демографія
Демографічна структура на день 31 березня 2011 року:
|          | Загалом | Допрацездатний вік | Працездатний вік | Постпрацездатний вік |
| -------- | ------- | ------------------ | ---------------- | -------------------- |
| Чоловіки | 108     | 21                 | 71               | 16                   |
| Жінки    | 110     | 12                 | 63               | 35                   |
| Разом    | 218     | 33                 | 134              | 51                   |